# Busan Open Challenger Tennis 2014
Il Busan Open Challenger Tennis 2014 è stato un torneo di tennis facente parte della categoria ATP Challenger Tour nell'ambito dell'ATP Challenger Tour 2014. È stata la 13ª edizione del torneo che si è giocato a Pusan in Corea del Sud dal 12 al 18 maggio 2014 su campi in cemento e aveva un montepremi di $75,000+H.

## Partecipanti singolare

### Teste di serie
| Nazionalità   | Giocatore          | Ranking* | Testa di serie |
| ------------- | ------------------ | -------- | -------------- |
| Slovacchia    | Lukáš Lacko        | 93       | 1              |
| Giappone      | Gō Soeda           | 123      | 2              |
| Lussemburgo   | Gilles Müller      | 134      | 3              |
| Stati Uniti   | Rajeev Ram         | 136      | 4              |
| Australia     | Samuel Groth       | 141      | 5              |
| Giappone      | Tatsuma Itō        | 143      | 6              |
| Giappone      | Yūichi Sugita      | 153      | 7              |
| Taipei cinese | Jimmy Wang         | 154      | 8              |
| Australia     | John-Patrick Smith | 181      | 9              |

- Ranking al 5 maggio 2014.

### Altri partecipanti
Giocatori che hanno ricevuto una wild card:
- Chung Hyeon
- Kim Cheong-eui
- Lee Duckhee
- Nam Ji-sung

Giocatori che sono passati dalle qualificazioni:
- Jason Jung
- Fritz Wolmarans
- Danai Udomchoke
- Rik De Voest

Giocatori che hanno ricevuto un entry con un protected ranking:
- John Millman

## Partecipanti doppio

### Teste di serie
| Nazionalità | Giocatore          | Nazionalità | Giocatore          | Ranking* | Testa di serie |
| ----------- | ------------------ | ----------- | ------------------ | -------- | -------------- |
| Thailandia  | Sanchai Ratiwatana | Thailandia  | Sonchat Ratiwatana | 190      | 1              |
| Australia   | Alex Bolt          | Australia   | Andrew Whittington | 191      | 2              |
| Regno Unito | Jamie Delgado      | Australia   | John-Patrick Smith | 199      | 3              |
| Russia      | Victor Baluda      | Russia      | Konstantin Kravčuk | 240      | 4              |

- Ranking al 5 maggio 2014.

### Altri partecipanti
Coppie che hanno ricevuto una wild card:
- Nam Ji-sung /  Noh Sang-woo
- Chung Hyeon /  Lim Yong-kyu
- Gong Maoxin /  Peng Hsien-yin

Coppie che sono passate dalle qualificazioni
- Jun Woong-sun /  Na Jung-woong

## Vincitori

### Singolare
Gō Soeda ha battuto in finale  Jimmy Wang con il punteggio di 6–3, 7–6(5).

### Doppio
Sanchai Ratiwatana /  Sonchat Ratiwatana hanno battuto in finale  Jamie Delgado /  John-Patrick Smith con il punteggio di 6–4, 6–4.